# Богемское стекло

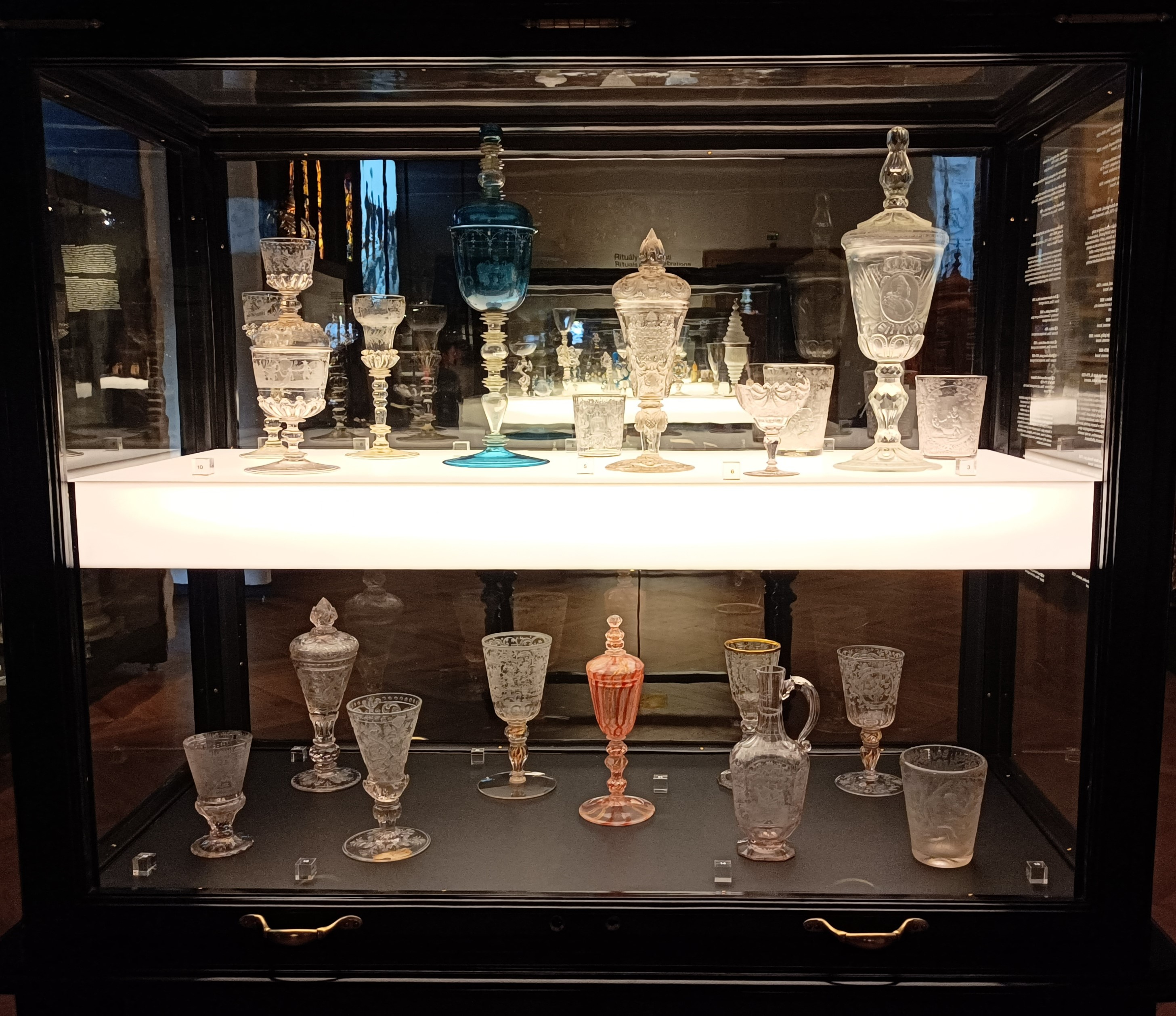
Экспозиция богемского стекла. Художественно-промышленный музей, Прага

Боге́мское стекло, Бемское стекло, Боге́мский хрусталь (нем. Böhmisches Glas, Böhmischer Kristall) — историко-региональная разновидность декоративно-прикладного искусства: изделий из стекла, сформировавшаяся в Средние Века в землях Центральной Европы: Богемии (позднее Чехия), Моравии, Чешской Силезии, Верхней Саксонии. Расцвет богемского стеклоделия относится к XVII—XVIII векам.

## История
Впервые богемское стекло было упомянуто в летописях в 1162 году. Первые цеха стеклодувов появляются в конце XIII века в населённых пунктах Шумавы и Исполиновых гор (Гаррахов, Шпиндлерув-Млин), где были леса — дешёвое дерево для топлива. В начале XVI века в лесах Богемии возрождали древнеримскую технику резьбы по стеклу, в частности знаменитые диатреты, которые делали в прирейнских землях и мастерских римской Колонии Агриппины (лат. Colonia Agrippinensis), позднее — Кёльн. Известное мастерам венецианское стекло было чересчур тонким и хрупким и не отвечало потребностям и условиям жизни северных стран. Поэтому богемские стеклоделы начали применять другое по составу, калийно-известковое, или поташное, стекло, заменив один из компонентов шихты (смеси для выплавки стекла) — соду — поташем (карбонатом калия). Последний получали из древесной золы, используя таким образом и чистый прирейнский песок (важный компонент для выплавки стекла), и дерево, как в качестве топлива, так и компонента шихты. Отсюда ещё одно название: «лесное стекло», или вальдглас (нем. Waldglas).
Богемское стекло было тугоплавким, не таким пластичным как венецианское, а при выдувании оказывалось толстостенным. Но его можно было резать специальным, вращающимся наподобие токарного станка, корундовым колесом с лучковым приводом, создающим глубокие выемки (обычно трёхгранного сечения). После полировки такие грани сверкают подобно драгоценным камням, отсюда название: алмазная грань. Однако богемское стекло XVI—XVII веков, сверкающее своими гранями, ещё не было хрусталём. Только в 1676 году в Англии Дж. Рэйвенскрофт (1632—1683) в поисках способов имитации стеклом бриллиантов, попробовал добавить в стеклянную массу окись свинца, значительно улучшив оптические свойства изделий. Отсюда название, возникшее по аналогии с горным хрусталем, — хрусталь (от др.-греч. κρύσταλλος — лёд.
Новая технология обработки стекла сверкающими гранями отвечала эстетике стиля барокко, получившего распространение в землях Южной Германии и Богемии на рубеже XVII—XVIII веков. Поэтому со временем слово «хрусталь» стали применять ко всем изделиям Богемии и Силезии независимо от его химического состава, оно превратилось в эпитет изделий с огранкой, характерных для немецкого барокко. Одним из самых известных мастеров «богемского хрусталя» был нюрнбергский гравёр, ювелир и резчик по камню Каспар Леман (1570—1622). С 1588 года этот мастер работал при дворе императора Рудольфа II и стал видным представителем «рудольфинского искусства» в Праге, считающимся своеобразным ренессансом старой Богемии. Леман стал применять технику резьбы по горному хрусталю к «лесному стеклу», сочетая крупные алмазные грани с тончайшей гравировкой (медным колёсиком с абразивом) и алмазным пунктированием (точечным рисунком c помощью специального пуансона с алмазом на конце). В 1606—1608 годах Леман работал в Саксонии, в Дрездене. В 1609 году получил от императора Рудольфа исключительное право на изготовление кубков из резного стекла.
Постепенно в богемском стекле появились характерные типы изделий и формы «колоколообразных кубков» (в виде перевёрнутого колокола), бокалов с фигурными крышками на точёных балясовидных ножках. Для декора мастера использовали гравюры Эгидия Саделера и Жана Берена Старшего. Преемником Лемана в Праге стал его помощник и ученик, немецкий резчик и гравёр по меди Георг Шванхардт (1601—1667). После смерти Лемана с 1622 года он работал в Нюрнберге, получив императорскую привилегию «на резание стекла», продолжал совершенствовать технику гравировки.
Около 1700 года в богемских мастерских стали делать зеркала и люстры. В середине XVIII века пышная алмазная грань тяжёлых барочных кубков сменилась тонкой гравировкой в сочетании с росписью шварцлотом (чёрной спекающейся краской) и золотом. Использовалась также техника межстеклянного золочения с помощью фольги (впоследствии известной под названием эгломизе). Эту античную технику возродил Иоганн Кункель (1630—1703). Мастера стали использовать многослойное цветное стекло (стекло с нацветом) с резьбой и гравировкой, а также молочное стекло, имитирующее фарфор.
Во второй половине XVIII века, как и в других видах искусства, в богемском стеклоделии доминировали идеи и формы неоклассицизма. «Богемские бокалы» стали изготавливать в форме античных сосудов. В начале XIX века согласно эстетике немецко-австрийского бидермайера мастера возрождали богемские кубки с балясовидными ножками и пышными крышками, с алмазной гранью и гравированными портретами в медальонах «à la cameo» (под камеи). Мастерами таких изделий были Д. Биман и К. Пфоль.
Влияние богемского стекла испытали английские ремесленники, а также русские мастера эпохи петровского барокко первой четверти XVIII века.
После 1705 года в районе Турнова (Северная Чехия) было налажено производство стеклянных бус и композита (смеси для имитации разноцветных камней). С 1742 года богемский мастер Йозеф Ридль также проводил опыты по имитации драгоценных камней цветным стеклом. На заводе Ридля в городе Полубны (Чехия) изготавливали разновидности опалового цветного стекла, названные по имени его супруги Анны: аннагельб («жёлтый Анны») и аннагрюн («зелёный Анны»). В дальнейшем производство стеклянной бижутерии сконцентрировалось в г. Яблонец на севере Чехии, а вначале XX века за подобными изделиями закрепили названия «бижутерия», или «композит».
Существуют предприятия, обязанные своей славой богемской бижутерии. В 1891 году чешский скрипач и талантливый инженер из Богемии Даниэль Сваровски изобрёл электрическую машину для шлифования хрусталя. В 1895 году основал вблизи Инсбрука (Тироль) завод по варке хрусталя и изготовлению бижутерии. Продукция фирмы Swarovski и в наши дни впечатляет высоким качеством обработки хрусталя, сверкающим не хуже бриллиантов, и художественной фантазией мастеров.

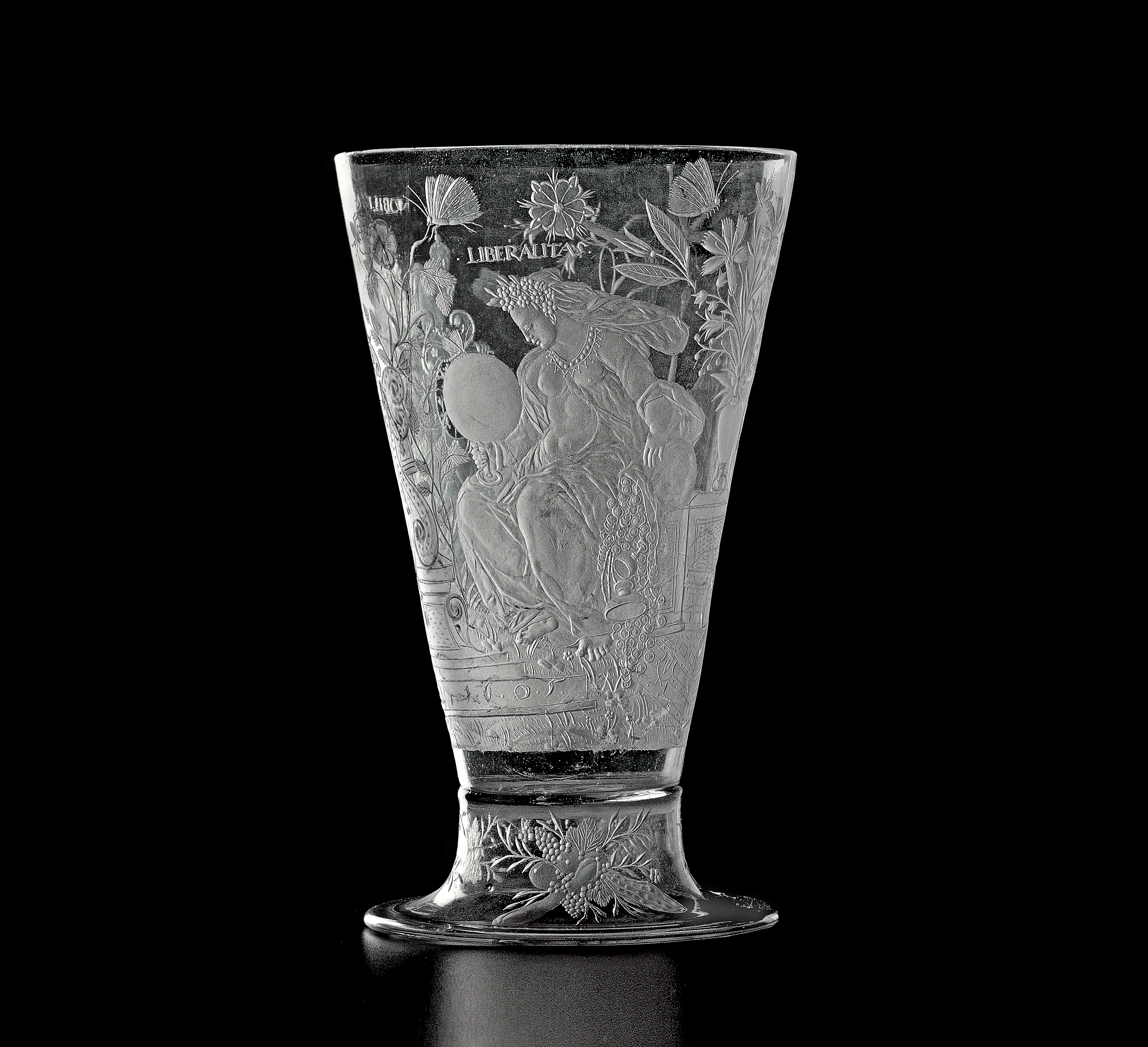
К. Леман. Императорский кубок. 1605. Стекло, гравировка. Надписи: Nobilitas, Caritas, Liberalitas (Благородство, Великодушие, Милосердие). Художественно-промышленный музей, Прага
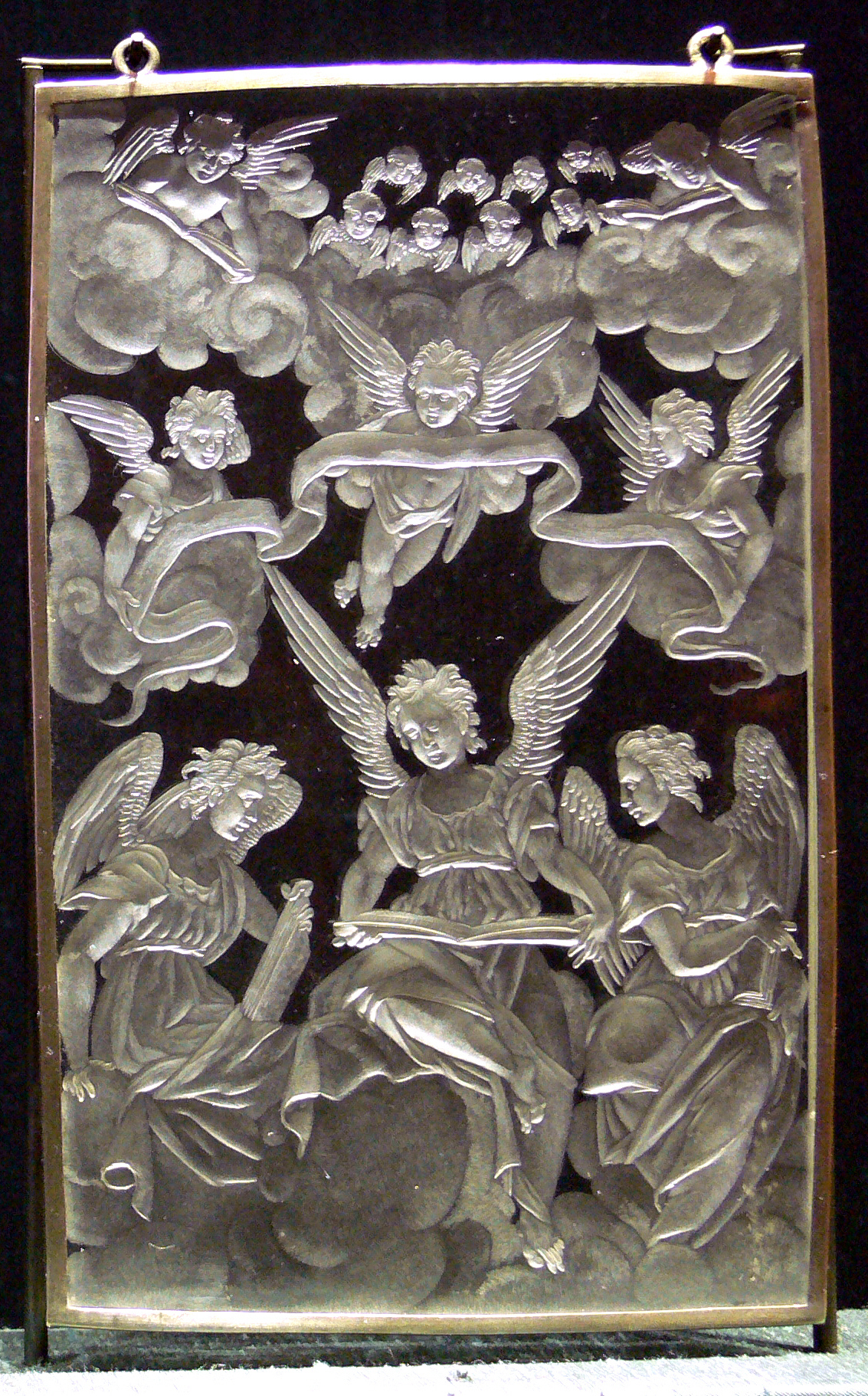
Каспар Леман. Плакетка «Поющие ангелы». 1586–1588. Стекло, гравировка. Баварский национальный музей, Мюнхен
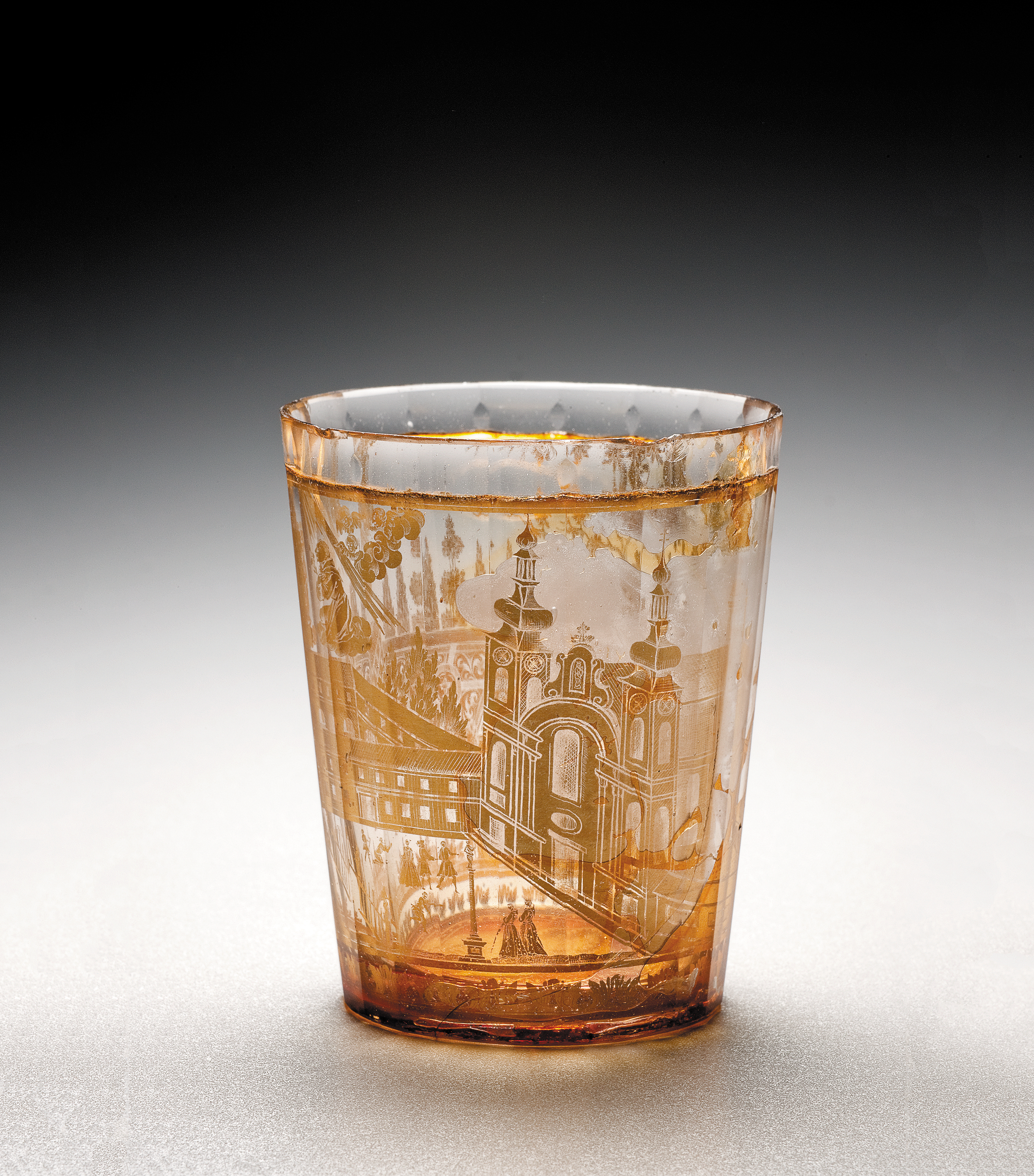
Стакан с росписью золотом. Ок. 1730 г. Художественно-промышленный музей, Прага
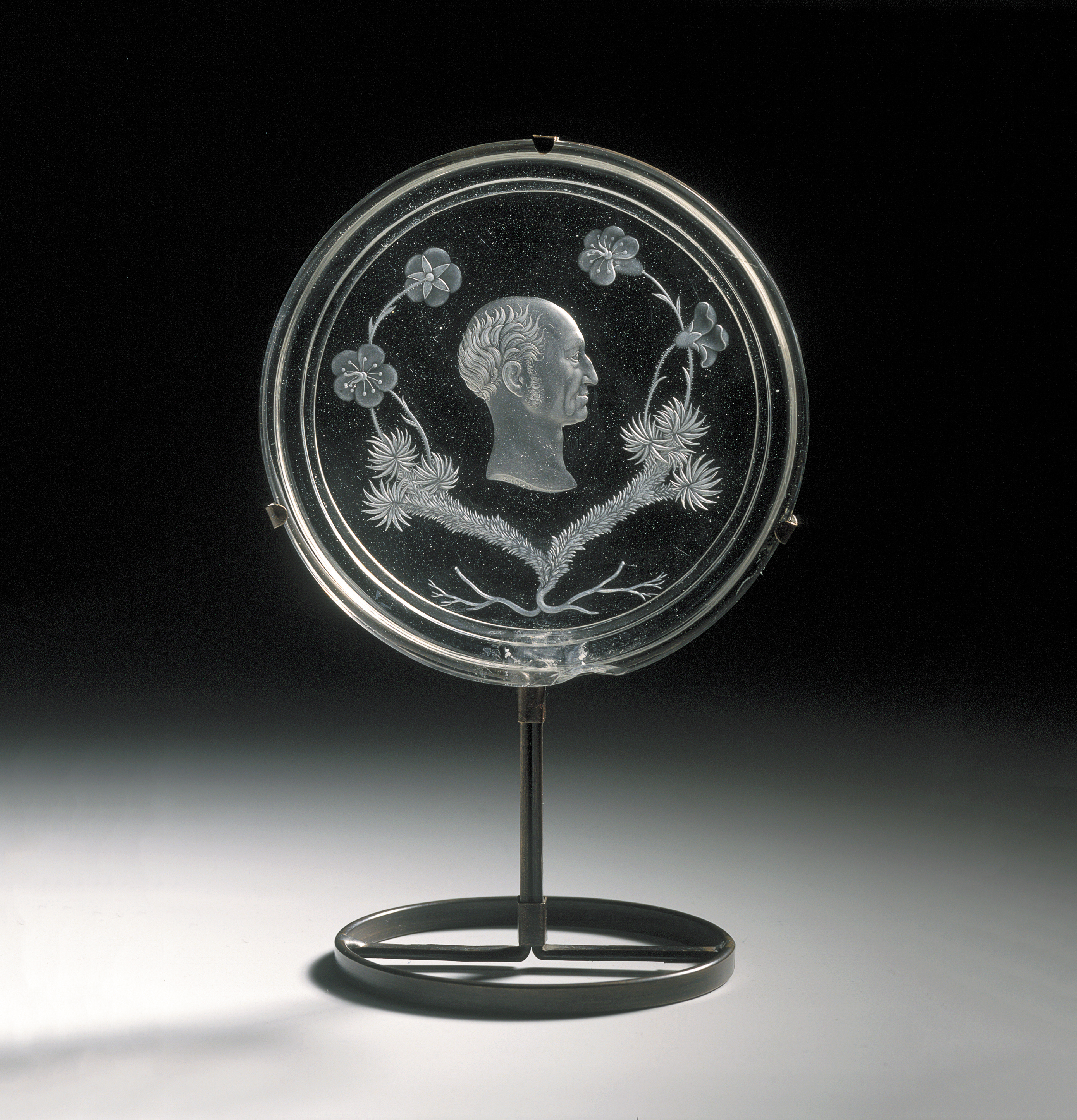
Д. Биман. Медальон с профильным портретом К. Марии, граф Штернберка. 1830. Хрусталь, гравировка. Художественно-промышленный музей, Прага